# Миомандр, Франсис де
Франсис де Миомандр (настоящее имя Франсуа Фелисьян Дюран — фр. Francis de Miomandre, François Félicien Durand, 22 мая 1880, Тур — 1 августа 1959, Сен-Бриё, Франция) — французский писатель, переводчик и критик, лауреат Гонкуровской премии (1908) за роман «По воде писано».

## Жизнеописание
Франсис Миомандр (Франсуа-Фелисьян Дюран) родился в Туре. В 1888 году переехал с родителями в Марсель и там до 1898 года учился в иезуитском коллегиуме святого Игнатия. Тогда же сблизился с группой молодых литераторов. В 1894 году они основали журнал la Revue Méditerranéenne, в котором Франсис Миомандр (за литературный псевдоним он выбрал мамину девичью фамилию) публиковал свои ранние работы. В 1900 году он встретил Камиля Моклера, у которого стал работать секретарем в Сен-Лё-ла-Форе.
В 1904 году Миомандр опубликовал свою первую книгу «Размышления и воспоминания» — тиражом двести двадцать экземпляров. Он сотрудничает с журналами «Mercure de France» (Париж) «Antée» (Брюгге) и «L’Occident» Адрияна Митуара, принимает участие в редактировании полного собрания сочинений Лафорга. Франсис стал продавать картины галереи Бернгайма, а впоследствии и работать секретарем у её директора — Феликса Фенеона. Позже он исполнял обязанности секретаря редакции журнала «L’Art et les artistes» до 1912 года.
Миомандр написал тысячи статей для более чем двухсот журналов и газет. Такая работа была его главным средством существования. Время от времени пишет в издания Marges, Новое французское обозрение, Manuscrit autographe и Cahiers du Sud, он ведет колонку в хрониках Nouvelles littéraires с 1922 года вплоть до смерти в 1959. Кроме того, с 1926 года он регулярно пишет литературно-критические статьи для L’Europe nouvelle, с 1947 по 1959 год сотрудничает с журналом Information à l'étranger. Свои первые критические эссе, написанные с 1900 по 1906 год, Миомандр издал в сборнике «Лицо» в 1907. За четыре года вышел еще один сборник эссе — «Фигуры сегодня и вчера».
В то же время он стал одним из выдающихся переводчиков с испанского языка. В 1918 году Миомандр выпустил «Избранные страницы» Хосе Энрике Родо, в 1921 — «Двадцать четыре сонета» Луиса де Гонгора-и-Арготе. Среди авторов, которых переводил Мимандр, — Мигель де Унамуно, Вентура Гарсия Кальдерон, Мигель Сервантес, Мигель Анхель Астуриас, Лидия Кабрера, Орасио Кирога, Бенито Перес Гальдос, Энрике Родригес Ларрета, Ласкано Теги, Эухенио д’Орс, Хоакин Мария Машаду де Ассис, Хосе Марти и другие. Всего насчитывается около пятидесяти переводных произведений.
Миомандр писал статьи для многих испанских и латиноамериканских изданий, а с 1946 по 1956 год был редактором рубрики «Иберийская литература» журнала «Hommes et Mondes». По свидетельству Клода Куффона, каждое утро Миомандр переводил десять страниц текста, а днем и вечером работал над критическими статьями или собственными беллетристическими произведениями. Писал легко, и критики подавляющим большинством признавали эту легкость и ясность языка.
Миомандр выступил также как киносценарист. В 1923 году он написал сценарий к фильму «Шалаш любви, или Возвращение дяди Арсена» по мотивам своего одноимённого романа.
В марте 1950 Миомандр получил Большую премию Союза литераторов за писательский вклад на протяжении всей жизни.

## Память
Именем писателя названы улицы в Париже и Туре.